# Pavonia rhizophorae
Pavonia rhizophorae là một loài thực vật có hoa trong họ Cẩm quỳ. Loài này được Killip ex Kearney mô tả khoa học đầu tiên năm 1954.